# Aloe longibracteata
Aloe longibracteata ist eine Pflanzenart der Gattung der Aloen in der Unterfamilie der Affodillgewächse (Asphodeloideae). Das Artepitheton longibracteata leitet sich von den lateinischen Worten longus für ‚lang‘ sowie bracteatus für ‚brakteat‘ ab und verweist auf die lange Brakteen der Blüten dieser Art.

## Beschreibung

### Vegetative Merkmale

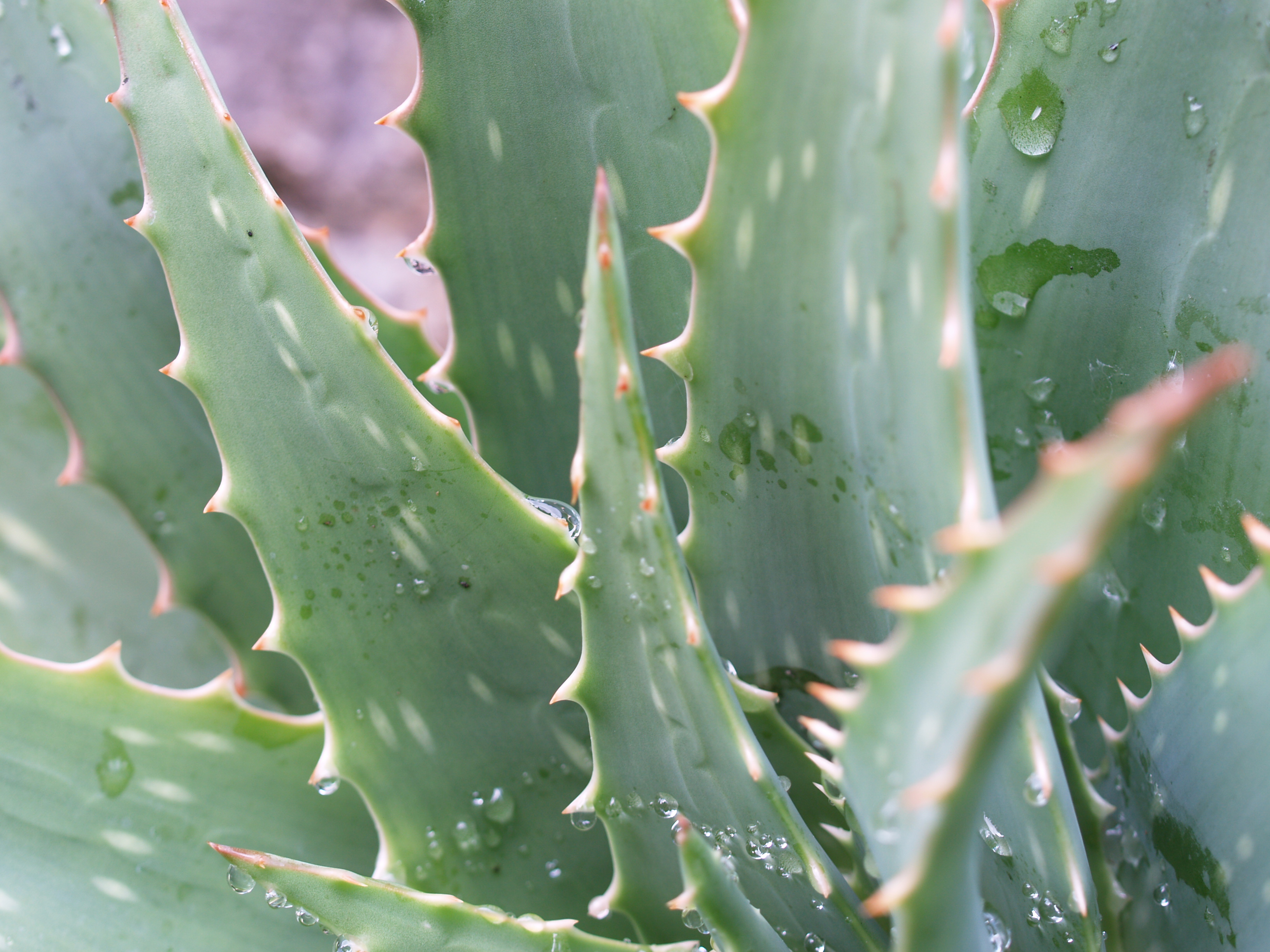
Blätter

Aloe longibracteata wächst stammlos, ist einzeln und verzweigt nur selten. Die weit ausgebreiteten, dicken und fleischigen, dreieckig-lanzettlichen Laubblätter bilden eine dichte Rosette und besitzen verdrehte Spitzen. Ihre Blattspreite ist 20 bis 25 Zentimeter lang und 9 bis 10 Zentimeter breit. Auf der dunkelgrünen Blattoberseite befinden sich verlängerte, weißliche Flecken, die Querbänder formen. Die blassgrüne Unterseite ist fleckenlos. Die stechenden, rotbraunen Zähne am knorpeligen, braunen Blattrand sind 5 bis 7 Millimeter lang und stehen 9 bis 12 Millimeter voneinander entfernt.

### Blütenstände und Blüten
Der Blütenstand weist ein bis zwei aufrechte Zweige auf und ist 80 bis 100 Zentimeter lang. Die ziemlich dichten, zylindrisch-zugespitzten Trauben sind 20 bis 40 Zentimeter lang. Die linealisch-lanzettlichen Brakteen weisen eine Länge von 45 bis 50 Millimeter auf. Die trübroten bis hellroten Blüten besitzen eine gelbliche Mündung und stehen an 20 bis 25 Millimeter langen Blütenstielen. Die Blüten sind 40 bis 45 Millimeter lang. Auf Höhe des Fruchtknotens weisen sie einen Durchmesser von 9 bis 10 Millimeter auf. Darüber sind die Blüten abrupt auf 5 bis 6 Millimeter verengt und schließlich zur Mündung erweitert. Ihre äußeren Perigonblätter sind auf einer Länge von 15 Millimetern nicht miteinander verwachsen. Die Staubblätter und der Griffel ragen kaum aus der Blüte heraus.

## Systematik und Verbreitung
Aloe longibracteata ist in den südafrikanischen Provinzen Mpumalanga und Limpopo im Highveld-Grasland in Höhen von 1300 bis 1500 Metern verbreitet.
Die Erstbeschreibung durch Illtyd Buller Pole-Evans wurde 1915 veröffentlicht. Aloe longibracteata ist eng mit Aloe greatheadii var. davyana verwandt und wurde von Hugh Francis Glen und David Spencer Hardy im Jahr 2000 als Synonym dieser Varietät angesehen.

## Nachweise